# National Women’s Soccer League
Die National Women’s Soccer League ist die derzeit einzige Profiliga im Frauenfußball in den Vereinigten Staaten. Sie nahm im Jahr 2013 mit zunächst acht Franchises den Ligabetrieb auf und wurde bis zur Saison 2016 schrittweise auf zehn Teilnehmer erweitert. Mit der WUSA (Spielbetrieb von 2001 bis 2003) und der WPS (2009–2011) gab es bereits zuvor zwei kurzlebige professionelle Frauenfußballligen in den USA.
Finanzielle Unterstützung erfährt die Liga durch die Fußballverbände der USA, Kanadas und Mexikos (siehe Abschnitt Player Allocation).

## Geschichte
Am 20. November 2012 wurde die Gründung einer neuen Profiliga im US-Frauenfußball bekanntgegeben.
Die Premierensaison der NWSL startete am 13. April 2013 mit dem Spiel FC Kansas City gegen Portland Thorns FC. Erste Torschützin war die Mexikanerin Renae Cuéllar, die in diesem Spiel das 1:0 erzielte (Endstand 1:1) und erster Tabellenführer wurde der Sky Blue FC, welcher als einziger Verein sein Auftaktspiel gewinnen konnte. Den ersten Trainerwechsel nahmen die Washington Spirit vor, die am 1. Juli ihren Trainer Mike Jorden freistellten. Sein Nachfolger wurde der bisherige Trainer des Washingtoner Reserveteams, Mark Parsons. Im weiteren Saisonverlauf musste zudem Lisa Cole ihren Posten als Cheftrainerin der Boston Breakers räumen, für die letzten vier Saisonspiele fungierte Cat Whitehill als Spielertrainerin Bostons. Die Meisterschaft der regulären Saison konnte das Franchise der Western New York Flash erringen, zudem zogen der FC Kansas City, der Portland Thorns FC und der Sky Blue FC in die Play-offs ein. Im Finalspiel um die erste Meisterschaft in der NWSL bezwangen die Portland Thorns die Mannschaft der Western New York Flash am 31. August 2013 durch Treffer von Tobin Heath und Christine Sinclair mit 2:0.
Die zweite Saison begann am 13. April und endete am 20. August 2014. Erstplatzierter nach der regulären Saison wurde der Seattle Reign FC. Der Vorjahresmeister Portland konnte sich als Drittplatzierter zwar für die Play-offs qualifizieren, schied jedoch im Halbfinale gegen den FC Kansas City aus. Dieser konnte sich im Finale gegen Seattle durch zwei Tore von Amy Rodriguez mit 2:1 durchsetzen und damit erstmals den Titel sichern.
Die reguläre Saison des Jahres 2015 begann am 10. April und endete am 6. September. Aufgrund der ab dem 6. Juni ausgetragenen Fußball-Weltmeisterschaft 2015 legte die Liga während der Gruppenphase des Turniers eine zwölftägige Pause ein, zudem wurde das Ende der Spielzeit im Vergleich zu den Vorjahren um mehrere Wochen nach hinten verschoben. Erstplatzierter nach der regulären Saison wurde wie in der Vorsaison der Seattle Reign FC. Zudem konnten sich der FC Kansas City (wie bereits 2013 und 2014) sowie Washington Spirit und erstmals die Chicago Red Stars für die Play-offs qualifizieren. Im Finale trafen die beiden Vorjahresfinalisten Kansas City und Seattle aufeinander, wobei sich der FC Kansas City durch den Siegtreffer von Amy Rodriguez mit einem 1:0-Sieg seinen zweiten Titel in Folge sichern konnte.
Die vierte Saison begann am 16. April und endete am 25. September 2016. Aufgrund der im August ausgetragenen Olympischen Spiele in Rio de Janeiro legte der Spielbetrieb zwischen 1. und 25. August eine Pause ein, zudem wurde das Ende der Spielzeit im Vergleich zu den Vorjahren nochmals nach hinten verschoben. Erstplatzierter nach der regulären Saison und damit Gewinner des NWSL Shield wurde erstmals in der Geschichte das Franchise der Portland Thorns FC. Der Titelverteidiger FC Kansas City belegte nur den sechsten Platz und verpasste damit die Play-offs. Beide Halbfinals wurden erst in der Verlängerung entschieden; Washington Spirit setzte sich mit 2:1 gegen Chicago durch, Portland verlor sein Heimspiel gegen Western New York Flash mit 3:4. Im Finale trafen somit Washington und Western New York aufeinander. Dieses wurde erstmals im Elfmeterschießen entschieden, wobei sich Western New York mit 3:2 den Titel sichern konnte.
In der fünften Saison der NWSL, deren reguläre Saison vom 15. April bis 1. Oktober 2017 stattfand, konnte sich mit North Carolina Courage das Nachfolgeteam des letztjährigen NWSL-Meisters Western New York Flash gleich den NWSL Shield sichern. Zudem konnten sich der Gewinner des NWSL Shield 2016, der Portland Thorns FC, die Chicago Red Stars (wie in den beiden Vorjahren) und erstmals in ihrer Geschichte die Orlando Pride für die Play-offs qualifizieren. In den Halbfinals setzte sich Portland deutlich mit 4:1 gegen Orlando durch, North Carolina bezwang Chicago mit 1:0. Im Finale zwischen North Carolina und Portland setzte sich der Portland Thorns FC durch ein Tor von Lindsey Horan mit 1:0 durch und gewann nach 2013 die zweite Meisterschaft.
Die Saison 2018 begann am 24. März und endete am 8. September 2018. Die reguläre Saison schlossen wie im Vorjahr die North Carolina Courage als Erstplatzierter ab und sicherten sich damit erneut den NWSL Shield. Das erste Halbfinale konnte der Vorjahresmeister Portland Thorns FC mit 2:1 gegen den Seattle Reign FC für sich entscheiden. Im zweiten Halbfinale trafen North Carolina und die Chicago Red Stars aufeinander, wobei sich North Carolina mit 2:0 durchsetzen konnte. In der Neuauflage des Vorjahresfinals setzte sich North Carolina durch zwei Tore von Jessica McDonald und einen Treffer von Debinha klar mit 3:0 durch und gewann den ersten Meistertitel.
Die siebte Saison der NWSL begann am 13. April und endete am 12. Oktober 2019. Wegen der Fußball-Weltmeisterschaft 2019 legte die Liga während der Gruppenphase des Turniers vom 3. bis 14. Juni eine zwölftägige Pause ein. Aufgrund des Umbaus und der Erweiterung des Providence Park auf eine Zuschauerkapazität von 25.218 Plätzen trug der Portland Thorns FC sein erstes Heimspiel erst am 2. Juni aus. Mit einem ausverkauften Spiel am 11. August gegen North Carolina konnte Portland einen neuen Zuschauerrekord für die NWSL aufstellen. Die reguläre Saison schlossen zum dritten Mal in Folge die North Carolina Courage als Erstplatzierter ab und sicherten sich damit erneut den NWSL Shield. Im ersten Halbfinale zwischen North Carolina und Reign FC setzte sich North Carolina am Ende deutlich mit 4:1 durch. Das zweite Halbfinale zwischen den Chicago Red Stars und Portland endete mit 1:0, sodass im Finale North Carolina und Chicago aufeinandertrafen. Hier gelang North Carolina ein schlussendlich ungefährdeter 4:0-Sieg, womit sich das Franchise die zweite Meisterschaft sichern konnte.
Im Jahr 2020 wurden aufgrund der COVID-19-Pandemie die reguläre Saison und die Play-offs abgesagt. Die Rückkehr zum Spielbetrieb stellte stattdessen der NWSL Challenge Cup dar, der vom 27. Juni bis 26. Juli ohne Zuschauer in Utah ausgetragen wurde und den die Houston Dash gewinnen konnten. Am 20. August kündigte die NWSL zudem eine „Fall Series“ („Herbstserie“) an, in der jedes Team vier Spiele im September und Oktober absolvieren sollte. Um Reisen während der COVID-19-Pandemie zu minimieren, wurden die neun Teams in drei regionale Gruppen aufgeteilt. Der Portland Thorns FC gewann die Fall Series und den damit verbundenen Verizon Community Shield.
Im September 2021 begann ein Missbrauchsskandal in der Liga, bei dem drei Trainer, darunter Paul Riley, ihre Posten verloren. Die Vereinigung der Spielerinnen (NWSLPA) sprach von „systemischen Missbrauch“ in der Liga. Megan Rapinoe forderte: „Brennt alles nieder. Lasst all ihre Köpfe rollen.“ Wegen des Missbrauchsskandals trat Lisa Baird als Ligachefin (Commissionerin) der NWSL zurück.

## Organisation
Am 20. November 2012 wurde bekanntgegeben, dass acht Franchises an der Saison 2013 teilnehmen würden. Vier davon tragen Namen, die auch schon an der WPS teilnehmende Franchises trugen. Zur Saison 2014 erweiterte das Franchise der Houston Dash das Teilnehmerfeld der NWSL, zur Saison 2016 stießen die Orlando Pride hinzu.
Nach der Saison 2016 wurde die NWSL-Lizenz der Western New York Flash an das neue Franchise North Carolina Courage veräußert, das seit 2017 an der NWSL teilnimmt. Im November 2017 wurde das Franchise FC Kansas City aufgelöst und die Lizenz an die NWSL zurückgegeben, die diese an ein neues Franchise vergab, den Utah Royals FC. Dieser nahm von 2018 bis 2020 am Spielbetrieb teil. Vor Beginn der Saison 2018 wurde zudem die Mannschaft der Boston Breakers aus finanziellen Gründen vom Spielbetrieb zurückgezogen.
Vor der Saison 2019 zog das Franchise Seattle Reign FC in das ca. 50 km von Seattle entfernte Tacoma um und wurde in Reign FC umbenannt. Nach der Übernahme der Mehrheitsanteile durch die OL Groupe, den Eigentümer von Olympique Lyon, wurde das Franchise 2020 in OL Reign umbenannt.
Vor der Saison 2021 stellten die Utah Royals den Spielbetrieb nach drei Jahren ein und eine Eigentümergruppe aus Kansas City übernahm die Lizenz am 7. Dezember 2020, sodass die NWSL nach Kansas City zurückkehrt. Zudem wurde der Racing Louisville FC als zehntes Team in die NWSL aufgenommen.
Zur Saison 2022 nahmen der Angel City FC aus Los Angeles als elftes Team und der San Diego Wave FC als zwölftes Team den Spielbetrieb auf.
Am 11. März 2023 gab die NWSL bekannt, dass die Utah Royals in der Saison 2024 zurückkehren würden. Das wiederbelebte Team gehört wie das ursprüngliche Team Real Salt Lake, dessen neuer Eigentümer eine Option zur Rückkehr in die NWSL ausübte.

### Mannschaften 2025
| National Women’s Soccer League | National Women’s Soccer League | National Women’s Soccer League | National Women’s Soccer League | National Women’s Soccer League | National Women’s Soccer League |
| Mannschaft                     | Stadion                        | Kapazität                      | Stadt                          | Gegründet                      | Beitritt NWSL                  |
| ------------------------------ | ------------------------------ | ------------------------------ | ------------------------------ | ------------------------------ | ------------------------------ |
| Angel City FC                  | BMO Stadium                    | 22.000                         | Los Angeles, Kalifornien       | 2020                           | 2022                           |
| Bay FC                         | PayPal Park                    | 18.000                         | San Jose, Kalifornien          | 2023                           | 2024                           |
| Chicago Stars                  | SeatGeek Stadium               | 22.000                         | Bridgeview, Illinois           | 2007                           | 2013                           |
| Gotham FC                      | Sports Illustrated Stadium     | 25.000                         | Harrison, New Jersey           | 2007                           | 2013                           |
| Houston Dash                   | Shell Energy Stadium           | 22.000                         | Houston, Texas                 | 2013                           | 2014                           |
| Kansas City Current            | CPKC Stadium                   | 11.500                         | Kansas City, Missouri          | 2020                           | 2021                           |
| North Carolina Courage         | WakeMed Soccer Park            | 10.000                         | Cary, North Carolina           | 2017                           | 2017                           |
| Orlando Pride                  | Inter&Co Stadium               | 25.500                         | Orlando, Florida               | 2015                           | 2016                           |
| Portland Thorns FC             | Providence Park                | 25.218                         | Portland, Oregon               | 2012                           | 2013                           |
| Racing Louisville FC           | Lynn Family Stadium            | 15.304                         | Louisville, Kentucky           | 2019                           | 2021                           |
| San Diego Wave FC              | Snapdragon Stadium             | 32.000                         | San Diego, Kalifornien         | 2021                           | 2022                           |
| Seattle Reign FC               | Lumen Field                    | 67.000                         | Seattle, Washington            | 2012                           | 2013                           |
| Utah Royals                    | America First Field            | 20.213                         | Sandy, Utah                    | 2017                           | 2024                           |
| Washington Spirit              | Audi Field                     | 20.000                         | Washington, D.C.               | 2012                           | 2013                           |

- Chicago Stars war von 2013 bis 2024 als Chicago Red Stars bekannt.
- Gotham FC war von 2008 bis 2020 als Sky Blue FC und von 2021 bis 2024 als NJ/NY Gotham FC bekannt.
- Houston Dash beschränkt den Ticketverkauf bei Heimspielen normalerweise auf 7.000.
- Seattle Reign FC beschränkt den Ticketverkauf bei Heimspielen normalerweise auf 10.000.
- Seattle Reign FC war 2019 als Reign FC und von 2020 bis 2023 als OL Reign bekannt.
- Utah Royals sind die Wiederbelebung eines Teams, das von 2018 bis 2020 in der NWSL spielte.

#### Zukünftige Mannschaften
| Mannschaft       | Stadion            | Kapazität | Stadt                     | Gegründet | Beitritt NWSL |
| ---------------- | ------------------ | --------- | ------------------------- | --------- | ------------- |
| Boston Legacy FC | Gillette Stadium 1 | 20.000 2  | Foxborough, Massachusetts | 2023      | 2026          |
| Boston Legacy FC | White Stadium 3    | TBA       | Boston, Massachusetts     | 2023      | 2026          |
| Denver Summit FC | TBA                | TBA       | Denver, Colorado          | 2025      | 2026          |

1Soll während der gesamten Saison 2026 und mindestens eines Teils der Saison 2027 verwendet werden.

2Normale Kapazität für Fußball; erweiterbar auf 64.628.

3Permanentes Stadion; Eröffnung geplant für die Saison 2027.

#### Ehemalige Mannschaften
| Mannschaft             | Stadion                  | Kapazität | Stadt                 | Gegründet | Teilnahme NWSL |
| ---------------------- | ------------------------ | --------- | --------------------- | --------- | -------------- |
| Western New York Flash | Rochester Rhinos Stadium | 13.768    | Rochester, New York   | 2008      | 2013–2016      |
| FC Kansas City         | Swope Soccer Village     | 03.557    | Kansas City, Missouri | 2012      | 2013–2017      |
| Boston Breakers        | Jordan Field             | 04.100    | Boston, Massachusetts | 2008      | 2013–2017      |

### Player Allocation
→ Die detaillierten Ergebnisse der jährlichen Allocations finden sich in den jeweiligen Saisonartikeln
Zu Jahresbeginn werden jedem der an der kommenden Saison teilnehmenden Franchises im Rahmen eines Zuweisungsverfahrens Nationalspielerinnen der USA und Kanadas zugeteilt. Das Gehalt dieser Spielerinnen übernehmen die abstellenden Nationalverbände, um die Personalkosten der Franchises möglichst niedrig zu halten und den Spielerinnen dennoch Einsätze auf professionellem Niveau zu ermöglichen. Bis 2015 nahm auch der mexikanische Fußballverband an diesem Mechanismus teil, allerdings war zuletzt keine der vier zugewiesenen mexikanischen Spielerinnen in der NWSL zu Ligaeinsätzen gekommen.

### College-Draft
| Jahr | Erster Draft-Pick                       | Franchise            |
| ---- | --------------------------------------- | -------------------- |
| 2013 | Zakiya Bywaters (UCLA Bruins)           | Chicago Red Stars    |
| 2014 | Crystal Dunn (North Carolina Tar Heels) | Washington Spirit    |
| 2015 | Morgan Brian (Virginia Cavaliers)       | Houston Dash         |
| 2016 | Emily Sonnett (Virginia Cavaliers)      | Portland Thorns FC   |
| 2017 | Rose Lavelle (Wisconsin Badgers)        | Boston Breakers      |
| 2018 | Andi Sullivan (Stanford Cardinal)       | Washington Spirit    |
| 2019 | Tierna Davidson (Stanford Cardinal)     | Chicago Red Stars    |
| 2020 | Sophia Smith (Stanford Cardinal)        | Portland Thorns FC   |
| 2021 | Emily Fox (North Carolina Tar Heels)    | Racing Louisville FC |
| 2022 | Naomi Girma (Stanford Cardinal)         | San Diego Wave FC    |
| 2023 | Alyssa Thompson (Total Futbol Academy)  | Angel City FC        |
| 2024 | Ally Sentnor (North Carolina Tar Heels) | Utah Royals          |

Der NWSL-College-Draft wird jährlich im Januar im Rahmen der NSCAA Convention durchgeführt. Vertreter der an der NWSL teilnehmenden Franchises können dort in mehreren Runden College-Spielerinnen unter Vertrag nehmen. Während 2013 das Franchise der Chicago Red Stars überraschend Zakiya Bywaters als erstes auswählte, wurden in den folgenden drei Jahren jeweils zuerst Spielerinnen gedraftet, die bereits während ihrer Hochschulzeit erste Einsätze in der US-Nationalmannschaft aufweisen konnten.
Der NWSL-Draft ist nicht auf College-Spieler beschränkt; Es steht auch Spielern offen, die auf die Hochschulsportberechtigung verzichtet haben. Bemerkenswert ist, dass die erste Auswahl im Draft 2023, Alyssa Thompson, bereits während ihrer High-School-Zeit Profi wurde.
Seit dem Jahr 2014 ist der College-Draft für Besucher öffentlich zugängig, 2016 wurde er erstmals in Form eines moderierten Livestreams im Internet übertragen.
Der NWSL Draft wurde nach der Saison 2024 gemäß den Bedingungen eines neuen Tarifvertrags zwischen der Liga und ihrer Spielergewerkschaft abgeschafft.

### Medien
Von 2013 bis 2016 wurden die meisten Spiele kostenfrei im Internet über die Videoplattform YouTube übertragen. In der Saison 2013 waren die Boston Breakers das einzige Franchise, die für die Übertragungen ihrer Heimspiele eine Gebühr verlangte.
Am 18. April 2013 unterzeichnete die NWSL einen Vertrag mit Fox Sports Networks über die TV-Übertragung von neun Spielen der Saison 2013, darunter die drei Play-off-Spiele. Zur Saison 2014 sicherte sich ESPN die TV-Übertragungsrechte ausgewählter Partien der zweiten Saisonhälfte.
Im Juni 2015 gab die NWSL die erneute Unterzeichnung eines Einjahresvertrags mit Fox Sports bekannt, der die Übertragung von zehn Spielen umfasste. Der Vertrag wurde im Jahr 2016 für jeweils drei Spiele der regulären Saison und der Playoffs verlängert.
Am 2. Februar 2017 unterzeichnete die NWSL einen Dreijahresvertrag mit A+E Networks, der unter anderem die Live-Übertragung eines Spiels der Woche am Samstagnachmittag bei Lifetime umfasst. Erstmals gab es somit eine regelmäßige wöchentliche TV-Übertragung während der gesamten Saison. Zudem erwarb A+E Networks auch ein Aktienpaket der NWSL und betreute in einem Joint Venture unter der Bezeichnung „NWSL Media“ die Vermarktungs- und Übertragungsrechte.
Im Februar 2019 teilte die NWSL mit, dass A+E Networks vorzeitig aus dem TV-Vertrag ausgestiegen ist und seinen Anteil an NWSL Media zurückgegeben hat. Bis zum Beginn der Saison 2019 konnte die NWSL keinen neuen Fernsehvertrag abschließen. Erst im Juli erwarb ESPN ein 14 Spiele umfassendes Rechtepaket, welches auch die Halbfinals und das Finale einschloss.
Im Oktober 2019 schloss die NWSL einen über mindestens drei Jahre laufenden Vertrag mit dem Rechtevermarkter Octagon. Am 11. März 2020 gab die NWSL den Abschluss eines Medienvertrags mit CBS Sports und dem Streamingdienst Twitch bekannt. In der Saison 2020 wird CBS Sports insgesamt 87 Spiele (einschließlich der Playoffs) auf den Sendern CBS, CBS Sports Network und CBS All Access übertragen, während Twitch 24 Spiele kostenlos in Kanada und den Vereinigten Staaten zeigen wird. Twitch wird zudem der internationale Rechtepartner der NWSL außerhalb der Vereinigten Staaten.

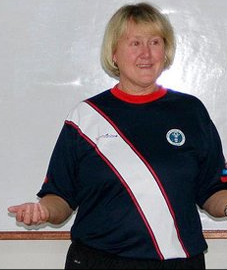
Cheryl Bailey, NWSL-Direktorin von 2012 bis 2014.

### NWSL-Direktor/-CEO
- Cheryl Bailey (Commissioner, 2012–2014)
- Jeff Plush (Commissioner, 2015–2017)
- 2017–2018 vakant
- Amanda Duffy (Präsidentin, 2019–2020)[32]
- Lisa Baird (Commissioner, 2020–2021)[33]
- Marla Messing (Interims-CEO, 2021–2022)
- Jessica Berman (Commissioner, seit 2022)

### Sponsoring
| Team                   | Sponsor (Trikot)                  |
| ---------------------- | --------------------------------- |
| Angel City FC          | DoorDash                          |
| Bay FC                 | Sutter Health                     |
| Chicago Stars          | Wintrust                          |
| Houston Dash           | MD Anderson                       |
| Kansas City Current    | United Way of Greater Kansas City |
| NJ/NY Gotham FC        | CarMax                            |
| North Carolina Courage | Merz Aesthetics                   |
| Orlando Pride          | Orlando Health                    |
| Portland Thorns FC     | Providence Health & Services      |
| Racing Louisville FC   | GE Appliances                     |
| San Diego Wave FC      | Kaiser Permanente                 |
| Seattle Reign FC       | Black Future Co-op Fund           |
| Utah Royals            | America First Credit Union        |
| Washington Spirit      | CVS Health                        |

## Modus

### Reguläre Saison

#### Saison 2013
Jede Mannschaft absolvierte in der regulären Saison 22 Spiele und traf dabei auf jeden Gegner zwischen zwei- und viermal.

#### Saison 2014
Mit der Erweiterung des Teilnehmerfeldes um Houston Dash wurde die Saison auf 24 Spieltage verlängert. Jedes Franchise spielte gegen jedes andere je dreimal, dabei hatte jedes Team an 12 Spieltagen Heimrecht.

#### Saison 2015
Aufgrund der vom 6. Juni bis 5. Juli ausgetragenen Fußball-Weltmeisterschaft 2015 wurde die NWSL-Saison 2015 auf 20 Spieltage verkürzt und zudem während der Gruppenphase der WM unterbrochen.

#### Saison 2016
Trotz Erweiterung des Teilnehmerfeldes um die Orlando Pride auf insgesamt 10 Teams wurden erneut 20 Spieltage ausgetragen. Dabei traf jedes Team je zweimal auf jedes andere (Heim- und Auswärtsspiel). Zudem spielte jedes Team in einem zusätzlichen Heim- und Auswärtsspiel gegen einen Lokalrivalen. Aufgrund der Olympischen Sommerspiele in Rio de Janeiro wurde die Saison im August für vier Wochen unterbrochen.

#### Saison 2017
In der Saison 2017 trug jedes Team erstmals nach 2014 wieder insgesamt 24 Spiele aus, da keine Pause aufgrund einer Weltmeisterschaft bzw. Olympischer Spiele notwendig war. Jedes Team absolvierte je zwölf Heim- und Auswärtsspiele. Gegen sechs Teams trug jede Mannschaft je drei Spiele aus, gegen die drei weiteren Teams je zwei Spiele.

#### Saison 2018 und 2019
In den Spielzeiten 2018 und 2019 absolvierte jedes Team insgesamt 24 Spiele. Da seit dem Rückzug der Boston Breakers vor Beginn der Saison 2018 nur noch neun Teams an der NWSL teilnahmen, trug jede Mannschaft gegen jede andere Mannschaft insgesamt 3 Spiele aus. Jedes Team hatte hierbei je zwölf Heim- und Auswärtsspiele.

#### Ab Saison 2021
Seit 2021 beginnt die NWSL mit dem Challenge Cup als Ligapokal im April und Mai. Anschließend folgt die reguläre Saison, in der jedes Team insgesamt 24 Spiele austragen wird.

### Play-offs
Bis 2019 spielten die bestplatzierten vier Mannschaften in einem Play-off bestehend aus zwei Halbfinals und einem Finale die Meisterschaft der NWSL aus. Ab 2021 werden die Play-offs auf sechs Teams erweitert, wobei die beiden bestplatzierten Teams in der ersten Runde ein Freilos haben werden. Heimrecht in den Play-off-Spielen hat jeweils die Mannschaft, welche sich in der regulären Saison besser platzieren konnte. Seit der Saison 2015 findet das Meisterschaftsfinale in einem zu Saisonbeginn bestimmten Stadion statt.

## Auszeichnungen

### Trophäen
Das erstplatzierte Franchise der regulären Saison erhält den sogenannten NWSL Shield, während der Gewinner des Finalspiels um die Meisterschaft mit der sogenannten NWSL Championship Trophy ausgezeichnet wird. Beide Trophäen ziert das Logo der NWSL.

### Ehrungen
→ Für die ausgezeichneten Spielerinnen und Trainer siehe die jeweiligen Saisonartikel
Nach dem Ende der regulären Saison verleiht die NWSL Auszeichnungen für die erfolgreichste Torschützin, die wertvollste Spielerin, sowie die jeweils beste Nachwuchsspielerin, Torhüterin, Verteidigerin und den besten Trainer. Außerdem wird eine Elf der Saison gewählt, die NWSL Best XI. Stimmberechtigt bei der Wahl sind Journalisten, Vereinsvertreter und Spielerinnen der NWSL.

## Titelträger

### Teilnehmer an den Play-offs
| Jahr | Erster                 | Zweiter            | Dritter            | Vierter                |
| ---- | ---------------------- | ------------------ | ------------------ | ---------------------- |
| 2013 | Western New York Flash | FC Kansas City     | Portland Thorns FC | Sky Blue FC            |
| 2014 | Seattle Reign FC       | FC Kansas City     | Portland Thorns FC | Washington Spirit      |
| 2015 | Seattle Reign FC       | Chicago Red Stars  | FC Kansas City     | Washington Spirit      |
| 2016 | Portland Thorns FC     | Washington Spirit  | Chicago Red Stars  | Western New York Flash |
| 2017 | North Carolina Courage | Portland Thorns FC | Orlando Pride      | Chicago Red Stars      |
| 2018 | North Carolina Courage | Portland Thorns FC | Seattle Reign FC   | Chicago Red Stars      |
| 2019 | North Carolina Courage | Chicago Red Stars  | Portland Thorns FC | Reign FC               |
| 2020 | Saison abgesagt        | Saison abgesagt    | Saison abgesagt    | Saison abgesagt        |

Die Play-offs wurden von 2021 bis 2023 von vier auf sechs Mannschaften erweitert.
| Jahr | Erster             | Zweiter            | Dritter                | Vierter           | Fünfte              | Sechste                |
| ---- | ------------------ | ------------------ | ---------------------- | ----------------- | ------------------- | ---------------------- |
| 2021 | Portland Thorns FC | OL Reign           | Washington Spirit      | Chicago Red Stars | NJ/NY Gotham FC     | North Carolina Courage |
| 2022 | OL Reign           | Portland Thorns FC | San Diego Wave FC      | Houston Dash      | Kansas City Current | Chicago Red Stars      |
| 2023 | San Diego Wave FC  | Portland Thorns FC | North Carolina Courage | OL Reign          | Angel City FC       | NJ/NY Gotham FC        |

Ab 2024 wurden die Play-offs weiter auf acht Mannschaften ausgeweitet.
| Jahr | Erster        | Zweiter           | Dritter         | Vierter             | Fünfte                 | Sechste            | Siebte | Achte             |
| ---- | ------------- | ----------------- | --------------- | ------------------- | ---------------------- | ------------------ | ------ | ----------------- |
| 2024 | Orlando Pride | Washington Spirit | NJ/NY Gotham FC | Kansas City Current | North Carolina Courage | Portland Thorns FC | Bay FC | Chicago Red Stars |

### NWSL Championship-Spiel
| Jahr | Meister                | Vizemeister            | Ergebnis             | Datum                         | Spielort                        | Zuschauer | Schiedsrichter(in) |
| ---- | ---------------------- | ---------------------- | -------------------- | ----------------------------- | ------------------------------- | --------- | ------------------ |
| 2013 | Portland Thorns FC     | Western New York Flash | 2:0                  | 31. August 2013, 20:00 Uhr    | Sahlen’s Stadium, Rochester     | 09.129    | Kari Seitz         |
| 2014 | FC Kansas City         | Seattle Reign FC       | 2:1                  | 31. August 2014, 15:00 Uhr    | Starfire Sports, Tukwila        | 04.252    | Margaret Domka     |
| 2015 | FC Kansas City         | Seattle Reign FC       | 1:0                  | 1. Oktober 2015, 21:30 Uhr    | Providence Park, Portland       | 13.264    | Katja Koroleva     |
| 2016 | Western New York Flash | Washington Spirit      | 2:2 n. V., 3:2 i. E. | 9. Oktober 2016, 17:00 Uhr    | BBVA Compass Stadium, Houston   | 08.255    | Matthew Franz      |
| 2017 | Portland Thorns FC     | North Carolina Courage | 1:0                  | 14. Oktober 2017, 16:30 Uhr   | Orlando City Stadium, Orlando   | 08.124    | Danielle Chesky    |
| 2018 | North Carolina Courage | Portland Thorns FC     | 3:0                  | 22. September 2018, 16:30 Uhr | Providence Park, Portland       | 21.144    | Guido Gonzales     |
| 2019 | North Carolina Courage | Chicago Red Stars      | 4:0                  | 27. Oktober 2019, 15:30 Uhr   | WakeMed Soccer Park, Cary       | 10.227    | Rosendo Mendoza    |
| 2020 | –                      | –                      | –                    | –                             | –                               | –         | –                  |
| 2021 | Washington Spirit      | Chicago Red Stars      | 2:1 n. V. (1:1, 1:0) | 20. November 2021, 12:00 Uhr  | Lynn Family Stadium, Louisville | 10.360    | Tori Penso         |
| 2022 | Portland Thorns FC     | Kansas City Current    | 2:0                  | 29. Oktober 2022, 13:00 Uhr   | WakeMed Soccer Park, Cary       | 3.163     | Katja Koroleva     |
| 2023 | NJ/NY Gotham FC        | OL Reign               | 2:1                  | 11. November 2023, 17:00 Uhr  | Snapdragon Stadium, San Diego   | 25.011    | Katja Koroleva     |
| 2024 | Orlando Pride          | Washington Spirit      | 1:0                  | 23. November 2024, 20:00 Uhr  | CPKC Stadium, Kansas City       |           | Alyssa Nichols     |

### Weitere Wettbewerbe
Im Jahr 2020 konnte aufgrund der COVID-19-Pandemie keine reguläre Saison der NWSL stattfinden. Stattdessen wurde im Juni und Juli der Challenge Cup ausgetragen. Dieser stellte zudem den ersten Wiederbeginn einer professionellen Sportart in den Vereinigten Staaten während der Pandemie dar
und fand in einer „Blase“ in Salt Lake City statt. Die Houston Dash gewannen den Challenge Cup mit einem Sieg im Finale gegen die Chicago Red Stars.
Im September und Oktober 2020 trug die Liga die Fall Series aus, in der die neun Teams in drei regionale Gruppen aufgeteilt wurden und jeweils zwei Heim- und zwei Auswärtsspiele absolvierten. Der Portland Thorns FC gewann die Fall Series und den damit verbundenen Pokal, den „Verizon Community Shield“.
Im November 2020 gab die NWSL bekannt, dass der Challenge Cup künftig regulär als Ligapokal ausgetragen werden soll.
Nach der Saison 2023 wurde der Challenge Cup von einem Ligapokal in einen Supercup umgewandelt. Der Challenge Cup ist nun ein Einzelspiel zwischen dem amtierenden NWSL-Meister und dem aktuellen Inhaber des NWSL Shield und wird dem Team mit der besten Bilanz der regulären Saison verliehen. Sollte ein Team sowohl die Meisterschaft als auch das Shield gewinnen, ist der Challenge Cup eine Neuauflage des Meisterschaftsspiels der vorherigen Saison.
| Jahr | NWSL Challenge Cup     | Fall Series        |
| ---- | ---------------------- | ------------------ |
| 2020 | Houston Dash           | Portland Thorns FC |
| 2021 | Portland Thorns FC     | –                  |
| 2022 | North Carolina Courage | –                  |
| 2023 | North Carolina Courage | –                  |
| 2024 | San Diego Wave FC      | –                  |
| 2025 | Washington Spirit      | –                  |

## Rekordspielerinnen

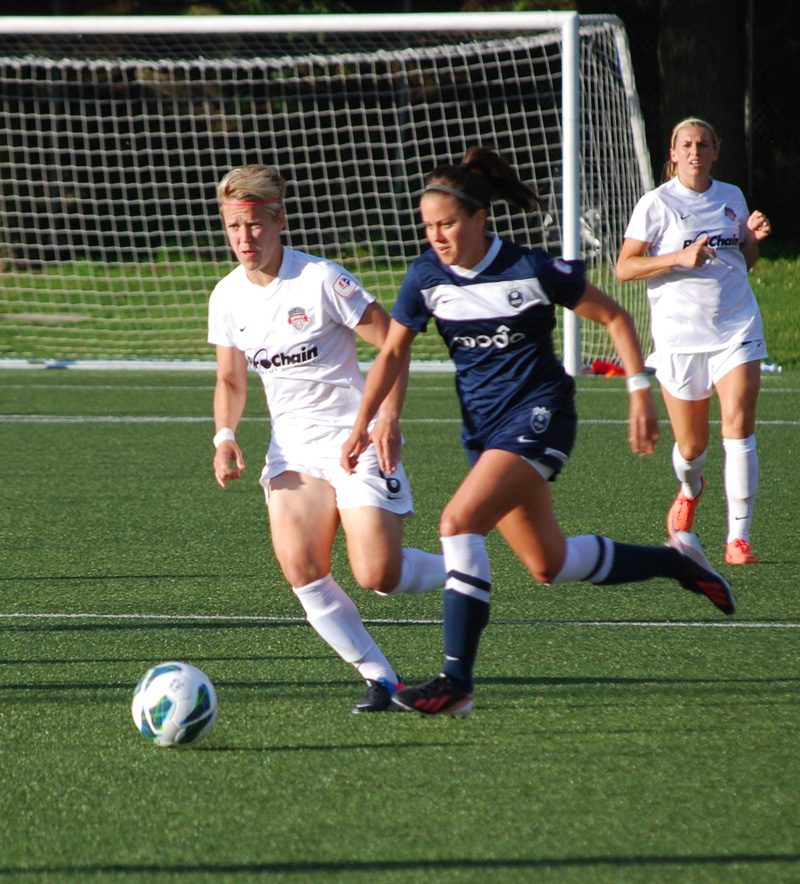
Lauren Barnes (2013)

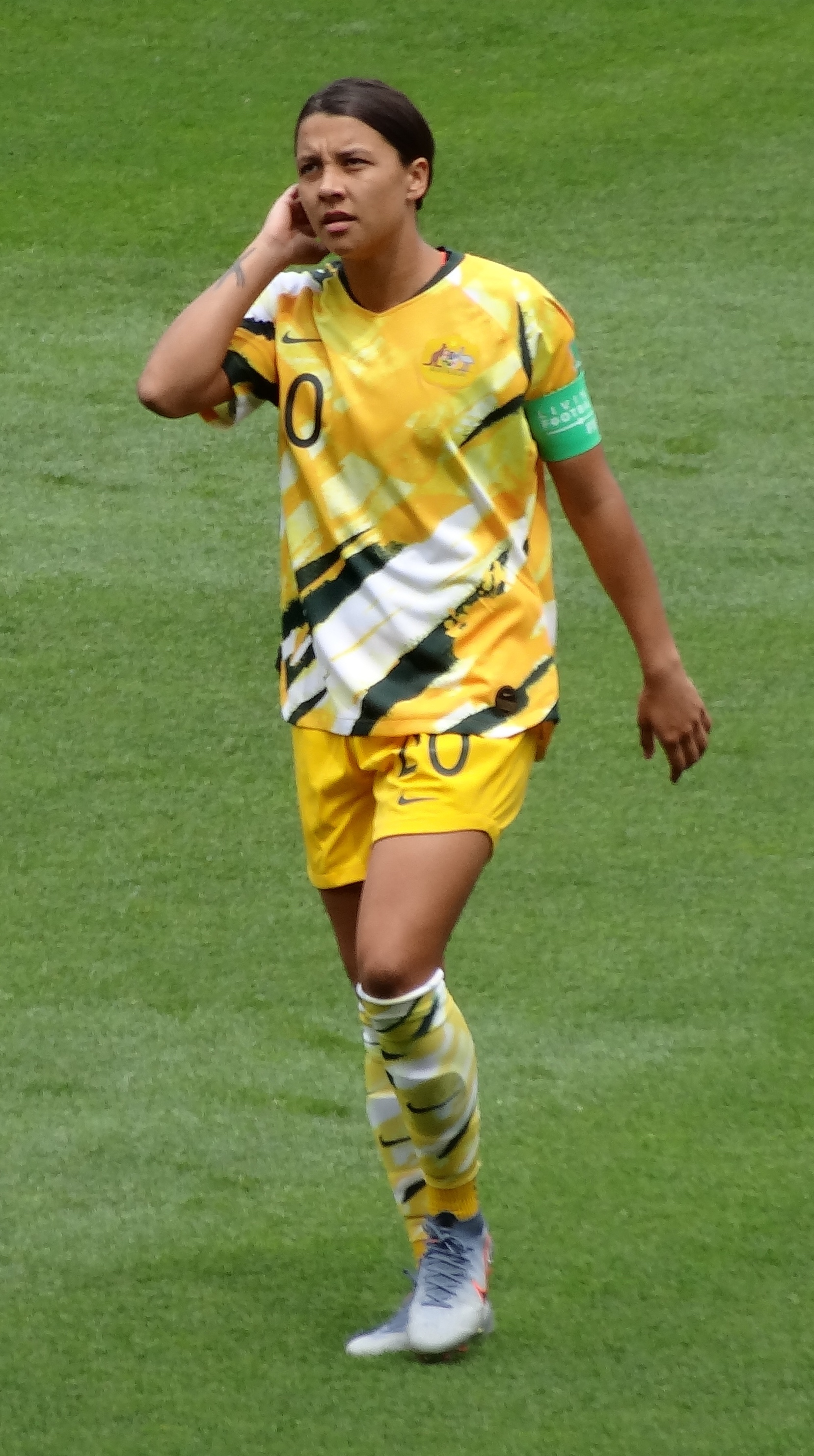
Sam Kerr (2019)

| 01                                    | Lauren Barnes      | seit 2013 | Seattle Reign FC/Reign FC/OL Reign | 189 |
| 02                                    | McCall Zerboni     | seit 2013 | Western New York Flash, Portland Thorns FC, Boston Breakers, North Carolina Courage, NJ/NY Gotham FC                                        | 188 |
| 03                                    | Merritt Mathias    | seit 2013 | FC Kansas City, Seattle Reign FC, North Carolina Courage                                                                                    | 183 |
| 04                                    | Jessica McDonald   | seit 2013 | Chicago Red Stars, Seattle Reign FC, Portland Thorns FC, Houston Dash, Western New York Flash, North Carolina Courage, Racing Louisville FC | 178 |
| 05                                    | Jessica Fishlock   | seit 2013 | Seattle Reign FC/Reign FC/OL Reign | 163 |
| 06                                    | Ali Krieger        | seit 2013 | Washington Spirit, Orlando Pride, NJ/NY Gotham FC                                                                                           | 159 |
| 07                                    | Kristie Mewis      | seit 2013 | FC Kansas City, Boston Breakers, Washington Spirit, Chicago Red Stars, Houston Dash, NJ/NY Gotham FC                                        | 158 |
| 07                                    | Tori Huster        | seit 2013 | Washington Spirit | 158 |
| 09                                    | Christine Sinclair | seit 2013 | Portland Thorns FC | 157 |
| 10                                    | Allie Long         | seit 2013 | Portland Thorns FC, Seattle Reign FC/Reign FC/OL Reign, NJ/NY Gotham FC                                                                     | 156 |
| Stand: Ende der regulären Saison 2022 |                    |           | |     |

| Rang                                  | Spielerin          | Zeitraum  | Franchises | Tore | Spiele | Torquote pro Spiel |
| ------------------------------------- | ------------------ | --------- | --- | ---- | ------ | ------------------ |
| 01                                    | Sam Kerr           | 2013–2019 | Western New York Flash, Sky Blue FC, Chicago Red Stars                                                                                      | 77   | 119    | 0,65               |
| 02                                    | Christine Sinclair | seit 2013 | Portland Thorns FC | 59   | 157    | 0,38               |
| 03                                    | Lynn Williams      | seit 2015 | Western New York Flash, North Carolina Courage, Kansas City Current                                                                         | 56   | 115    | 0,49               |
| 04                                    | Jessica McDonald   | seit 2013 | Chicago Red Stars, Seattle Reign FC, Portland Thorns FC, Houston Dash, Western New York Flash, North Carolina Courage, Racing Louisville FC | 54   | 178    | 0,30               |
| 05                                    | Alex Morgan        | seit 2013 | Portland Thorns FC, Orlando Pride, San Diego Wave FC                                                                                        | 53   | 119    | 0,45               |
| 06                                    | Christen Press     | seit 2014 | Chicago Red Stars, Utah Royals FC, Angel City FC                                                                                            | 47   | 93     | 0,51               |
| 06                                    | Megan Rapinoe      | seit 2013 | Seattle Reign FC/Reign FC/OL Reign | 47   | 102    | 0,46               |
| 08                                    | Amy Rodriguez      | 2014–2021 | FC Kansas City, Utah Royals FC, Kansas City NWSL, North Carolina Courage                                                                    | 39   | 101    | 0,39               |
| 08                                    | Sydney Leroux      | seit 2013 | Boston Breakers, Seattle Reign FC, Western New York Flash, FC Kansas City, Orlando Pride, Angel City FC                                     | 39   | 122    | 0,32               |
| 10                                    | Jessica Fishlock   | seit 2013 | Seattle Reign FC/Reign FC/OL Reign | 38   | 163    | 0,23               |
| Stand: Ende der regulären Saison 2022 |                    |           | |      |        |                    |